# Cerithidea ornata
Cerithidea ornata là một loài ốc biển, là động vật thân mềm chân bụng sống ở biển thuộc họ Potamididae.